# Чилино
Чилино — село в Кожевниковском районе Томской области России. Административный центр Чилинского сельского поселения.

## Название
На карте 1920 года — Чилина, на карте 1935 года — Чилинское, на карте 1936 года — Чилино

## География
Стоит на реке Чилинушка (по карте 1920 года — на реке Кинда, по данным на 1926 год — на речке Киндал), при автодороге регионального значения 69К-14.

## История
Село основано в 1647 году.
По данным на 1926 год — административный центр Чилинского сельсовета Вороновского района Томского округа Сибирского края.
В советское время село было центром совхоза имени 22 съезда КПСС.
В январе 1973 года при Чилинской средней школе была создана секция юных охотников и рыболовов, в которой проходило обучение учеников 7-10 классов бережному отношению к природе, рыбной ловле, охоте и обработке пушнины.

## Население
| 1926 | 2002 | 2010 | 2012 | 2013 | 2014 | 2015 |
| ---- | ---- | ---- | ---- | ---- | ---- | ---- |
| 1821 | ↘938 | ↘782 | ↗789 | ↘783 | ↘776 | ↘761 |
| 2021 |      |      |      |      |      |      |
| ↗820 |      |      |      |      |      |      |

### Историческая численность населения
По данным на 1926 год состояло из 368 хозяйств, в них проживали 1821 человек, из них 868 мужчин, 953 женщин; основное население — русские.

## Инфраструктура
Основа экономики — сельское хозяйство .
Чилинская средняя общеобразовательная школа.

## Транспорт
Автобусное сообщение с райцентром. Остановка общественного транспорта «Чилино».